# Guadalupe Victoria, Zacatecas
Guadalupe Victoria är en ort i Mexiko.   Den ligger i kommunen Tlaltenango de Sánchez Román och delstaten Zacatecas, i den centrala delen av landet, 500 km nordväst om huvudstaden Mexico City. Guadalupe Victoria ligger 1 685 meter över havet och antalet invånare är 153.
Terrängen runt Guadalupe Victoria är varierad. Runt Guadalupe Victoria är det ganska glesbefolkat, med 31 invånare per kvadratkilometer. Närmaste större samhälle är Tlaltenango de Sánchez Román, 5,5 km söder om Guadalupe Victoria. I omgivningarna runt Guadalupe Victoria växer huvudsakligen savannskog.